# Liste des conseillers régionaux de la Loire
Les conseillers régionaux de la Loire sont élus dans le cadre des élections régionales pour siéger au conseil régional d'Auvergne-Rhône-Alpes.

## Mandature 2021-2028
La Loire compte 18 conseillers régionaux au niveau du département sur les 204 élus du conseil régional d'Auvergne-Rhône-Alpes.
| Groupe politique                                              | Nom               | Parti | Parti                                   |
| ------------------------------------------------------------- | ----------------- | ----- | --------------------------------------- |
| Les Républicains, Divers-Droite, Société Civile et Apparentés | Jean-Pierre Taite |       | LR                                      |
| Les Républicains, Divers-Droite, Société Civile et Apparentés | Sylvie Fayolle    |       | DVD                                     |
| Les Républicains, Divers-Droite, Société Civile et Apparentés | Dino Cinieri      |       | LR                                      |
| Les Républicains, Divers-Droite, Société Civile et Apparentés | Sophie Rotkopf    |       | LR                                      |
| Les Républicains, Divers-Droite, Société Civile et Apparentés | Nicole Peycelon   |       | LR                                      |
| Les Républicains, Divers-Droite, Société Civile et Apparentés | Jacques Blanchet  |       | DVD                                     |
| Les Républicains, Divers-Droite, Société Civile et Apparentés | Aline Mouseghian  |       | LR                                      |
| Les Républicains, Divers-Droite, Société Civile et Apparentés | Raymond Vial      |       | DVD                                     |
| Les Républicains, Divers-Droite, Société Civile et Apparentés | Catherine Zappa   |       | DVD                                     |
| Les Écologistes                                               | Olivier Longeon   |       | EÉLV                                    |
| Les Écologistes                                               | Catherine Bony    |       | EÉLV                                    |
| UDI, Centristes et Apparentés                                 | Emmanuel Mandon   |       | UDI (jusqu’en 2022) MoDem (depuis 2022) |
| UDI, Centristes et Apparentés                                 | Laurence Bussière |       | UDI                                     |
| Rassemblement national                                        | Michel Lucas      |       | RN                                      |
| Socialiste, Écologiste et Démocrate                           | Johann Cesa       |       | PS                                      |
| Insoumis & Communistes                                        | Cécile Cukierman  |       | PCF                                     |
| Non-inscrits                                                  | Samy Kefi-Jérôme  |       | LR (2021-2022) DVD (depuis 2022)        |
| Non-inscrits                                                  | Isabelle Surply   |       | RN (2021-2022) DVD (depuis 2022)        |

## Mandature 2015-2021
La Loire compte 20 conseillers régionaux au niveau du département sur les 204 élus du conseil régional d'Auvergne-Rhône-Alpes.
| Groupe politique                                   | Nom                  | Parti | Parti            |
| -------------------------------------------------- | -------------------- | ----- | ---------------- |
| Les Républicains, divers droite et société civile  | Jean-Pierre Taite    |       | Les Républicains |
| Les Républicains, divers droite et société civile  | Marie-Camille Rey    |       | Les Républicains |
| Les Républicains, divers droite et société civile  | Dino Cinieri         |       | Les Républicains |
| Les Républicains, divers droite et société civile  | Sophie Rotkopf       |       | Les Républicains |
| Les Républicains, divers droite et société civile  | Nicole Peycelon      |       | Les Républicains |
| Les Républicains, divers droite et société civile  | Jacques Blanchet     |       | DVD              |
| Les Républicains, divers droite et société civile  | Sandra Slepcevic     |       | Les Républicains |
| Les Républicains, divers droite et société civile  | Samy Kefi-Jérôme     |       | DVD              |
| Les Républicains, divers droite et société civile  | Raymond Vial         |       | DVD              |
| Union des démocrates et indépendants               | Emmanuel Mandon      |       | UDI              |
| Union des démocrates et indépendants               | Laurence Bussière    |       | UDI              |
| Socialistes, démocrates, écologistes et apparentés | Marie-Hélène Riamon  |       | PS               |
| Socialistes, démocrates, écologistes et apparentés | Stéphane Heyraud     |       | DVG              |
| Socialistes, démocrates, écologistes et apparentés | Johann Cesa          |       | PS               |
| Socialistes, démocrates, écologistes et apparentés | Laurence Juban       |       | PS               |
| L'humain d'abord, PCF - Front de gauche            | Cécile Cukierman     |       | PCF              |
| Front national                                     | Sophie Robert        |       | FN               |
| Front national                                     | Charles Perrot       |       | FN               |
| Front national                                     | Isabelle Surply      |       | FN               |
| Front national                                     | Gabriel de Peyrecave |       | FN               |

### Élus membres de l'exécutif
- Marie-Camille Rey (LR), 15e vice-président déléguée à la jeunesse, au sport et à la vie associative ;
- Jean-Pierre Taite (LR), 8e vice-président délégué à l’agriculture, à la forêt, à la ruralité, à la viticulture et aux produits du terroir à partir d'octobre 2017;
- Samy Kefi-Jérôme, 9ème vice président délégué aux politiques sociales, à la politique de la ville et à la famille à partir de juillet 2019.

## Mandature 2010-2015
La Loire compte 20 conseillers régionaux sur les 157 élus qui composent l'assemblée du conseil régional de Rhône-Alpes, issue des élections des 14 et 21 mars 2010.
Composition par ordre décroissant du nombre d'élus :
- PSEA : 6 élus
- UDC : 5 élus
- EELV : 3 élus
- FN : 3 élus
- FdG : 2 élus
- PRG : 1 élu

| Identité                     | Étiquette | Groupe                                                                                        | Autres mandats/fonctions |
| ---------------------------- | --------- | --------------------------------------------------------------------------------------------- | --- |
| Rosa Aranda                  | PS        | Groupe Socialiste, Ecologiste et Apparentés (PSEA)                                            | Conseillère de la Communauté d'agglomération Loire Forez, adjointe au maire de Montbrison |
| Lela Bencharif               |           | Groupe Europe Écologie Les Verts (EELV)                                                       | 7e vice-présidente du Conseil régional déléguée à la démocratie participative, à la vie associative et à l'éducation populaire                                                                                    |
| Agnès Chanal                 | PRV       | Union de la Droite et du Centre et Apparentés (UDC-APP)                                       | Conseillère de la Communauté d'agglomération Saint-Étienne Métropole, conseillère municipale de Saint-Étienne |
| Véronique Chaverot           | UMP       | Union de la Droite et du Centre et Apparentés (UDC-APP)                                       | Conseillère de la Communauté de communes de Balbigny, maire de Violay. Démissionne en avril 2015 à la suite de son élection comme conseillère départementale (mars 2014), est remplacée par Emmanuel Mandon (UDI) |
| Cécile Cukierman             | PCF       | Front de Gauche, Ensemble, Communistes, Parti de Gauche, Gauche unitaire et partenaires (FdG) | 4e conseillère spéciale du Conseil régional déléguée à l'Egalité hommes-femmes, sénatrice de la Loire. |
| Gabriel de Peyrecave         | FN        | Front National                                                                                | |
| Otman El Harti               | PS        | Groupe Socialiste, Ecologiste et Apparentés (PSEA)                                            | |
| André Friedenberg            | PRG       | Parti Radical de Gauche et Apparentés (PRG-APP)                                               | Conseiller de la Communauté d'agglomération Saint-Étienne Métropole, adjoint au maire de Saint-Étienne |
| Jean-Louis Gagnaire          | PS        | Groupe Socialiste, Ecologiste et Apparentés (PSEA)                                            | 6e vice-président du Conseil régional délégué au développement économique, à l'industrie et aux PME, député de la 2e circonscription de la Loire                                                                  |
| Françoise Grossetête         | UMP       | Union de la Droite et du Centre et Apparentés (UDC-APP)                                       | Députée européenne de la Circonscription Sud-Est |
| Laurence Juban               | PS        | Groupe Socialiste, Ecologiste et Apparentés (PSEA)                                            | Adjointe au maire de Firminy |
| Éric Lardon                  | UMP       | Union de la Droite et du Centre et Apparentés (UDC-APP)                                       | |
| Benoît Leclair               |           | Groupe Europe Écologie Les Verts (EELV)                                                       | 14e vice-président du Conseil régional délégué à l'énergie et au climat |
| Olivier Longeon              |           | Groupe Europe Écologie Les Verts (EELV)                                                       | |
| Christiane Michaud-Farigoule | PS        | Groupe Socialiste, Ecologiste et Apparentés (PSEA)                                            | Conseillère municipale de Rive-de-Gier |
| Charles Perrot               | FN        | Front National                                                                                | |
| Gilles Ravache               | PCF       | Front de Gauche, Ensemble, Communistes, Parti de Gauche, Gauche unitaire et partenaires (FdG) | |
| Marie-Hélène Riamon          | PS        | Groupe Socialiste, Ecologiste et Apparentés (PSEA)                                            | Conseillère de la Communauté d'agglomération Grand Roanne Agglomération, adjointe au maire de Roanne |
| Sophie Robert                | FN        | Front National                                                                                | Secrétaire départementale du Front national de la Loire |
| Jean-Pierre Taite            | UMP       | Union de la Droite et du Centre et Apparentés (UDC-APP)                                       | Président de la Communauté de communes de Feurs en Forez, maire de Feurs |

## Mandature 2004-2010
Les 20 conseillers régionaux de la Loire élus lors des élections des 21 et 28 mars 2004.
- PS : Jean-Louis Gagnaire, Martine Chami, Christian Avocat, Marie-Hélène Sauzéa, Maurice Vincent, Dominique Fruleux, Christiane Michaud-Farigoule
- UMP : Gérard Ducarre, Jean-François Chossy, Agnès Chanal, Annick Buisson
- UDF : Michèle Perez, Denis Chambe
- FN : Charles Perrot, Michelle Bracciano
- Les Verts : Jean-Philippe Bayon, Catherine Herbertz
- PRG : André Friedenberg
- DVG : Georges Suzan
- PCF : Cécile Cukierman

## Mandature 1998-2004
Les 22 conseillers régionaux de la Loire élus lors des élections du 15 mars 1998.
- Liste Gauche Plurielle
  - Groupe PS-PRG-DVG et Apparentés : Jean-Louis Gagnaire, Marie-Hélène Sauzéa, Dominique Fruleux, Gérard Lindeperg, Christian Avocat
  - Groupe des Conseillers régionaux Communistes et Républicains de Rhône-Alpes : André Géry, Françoise Driot
  - Groupe Les Verts : Jean-Philippe Bayon
- Liste RPR-UDF
  - Groupe ORA - RPR/UDF Indépendants, Oui à Rhône-Alpes : Nicole Peycelon, Gérard Ducarre, Marie Burkhardt
  - Groupe UDF et Apparentés pour Rhône-Alpes : Jean-François Chossy, Jean-François Barnier, Michel Thiollière
  - Groupe RPR - Rassemblement pour la Région Rhône-Alpes : Dino Cinieri
- Liste Front National
  - Groupe des élus Divers droite, élu sous l'étiquette FN : Gérard Tournaire, Frédéric Granjon
  - Groupe Front national : Charles Perrot, Christian Grangis
  - Groupe MNR élu sous l'étiquette FN : Norbert Chetail, Gérard Llilio
- Liste de RPR dissidents
  - Groupe Indépendance, Entreprise et Ruralité : Philippe Macke

## Mandature 1992-1998
Christian Brodhag, Gérard Ducarre, Michel Durafour, André Géry, Gérard Lindeperg, Guy Poirieux

## Mandature 1986-1992
André Géry, Gérard Ducarre, Michel Durafour,